# Apollon Patras
Apollon Patras (griechisch Απόλλων Πάτρας) ist eine griechische Basketballmannschaft aus Patras.

## Geschichte
Der 1947 auf der Peloponnes gegründete Verein ist einer der geschichtsträchtigsten Griechenlands. Als erster Verein, der nicht in Athen oder Thessaloniki beheimatet ist, schaffte es Patras in die damalige A1 Liga, der höchsten Spielklasse des Landes, aufzusteigen und sich für einen europäischen Wettbewerb zu qualifizieren.
Seit ihrem ersten Aufstieg ist die Mannschaft mit kleineren Unterbrechungen ständiges Mitglied der Basket League. Lediglich in den Jahren 1999 bis 2003 musste man in Patras gänzlich auf erstklassigen Basketball verzichten, da das Team in die A2 Liga abgestiegen war.
In den Jahren 1996, 1997, 2004 qualifizierte sich der Verein für das Final-Four Turnier um den griechischen Pokal. 1996 schloss der Apollon das Turnier mit dem dritten Platz ab. Im Folgejahr erreichte man das Finale und unterlag knapp mit 78-80 dem späteren Sieger des Europapokals der Landesmeister Olympiakos Piräus. 2015 zog Patras erneut ins Finale um den Pokal ein, unterlag aber dort dem griechischen Rekordpokalsieger Panathinaikos Athen mit 53-68.

## Spielstätte

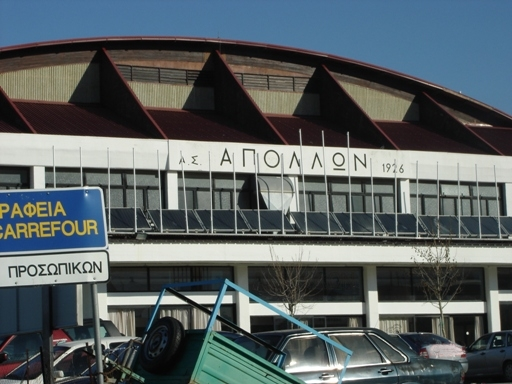
Klisto tis Perivolas

Seine Heimspiele trägt Patras in der Sporthalle Klisto tis Perivolas aus. Diese befindet sich am südöstlichen Stadtrand von Patras und fasst 3.500 Zuschauer.
Obwohl der Verein über eine eigene, moderne Sporthalle verfügt, trug dieser seine Heimspiele über einen längeren Zeitraum in der 4.600 Zuschauer fassenden „Dimitrios Tofalos“ Halle aus. Grund hierfür waren Querelen innerhalb des Vereins die Apollon zum Umzug zwangen.

## Bedeutende oder bekannte ehemalige Spieler
- Panagiotis Liadelis (2004–2006)
- Christos Myriounis (1996–1997)

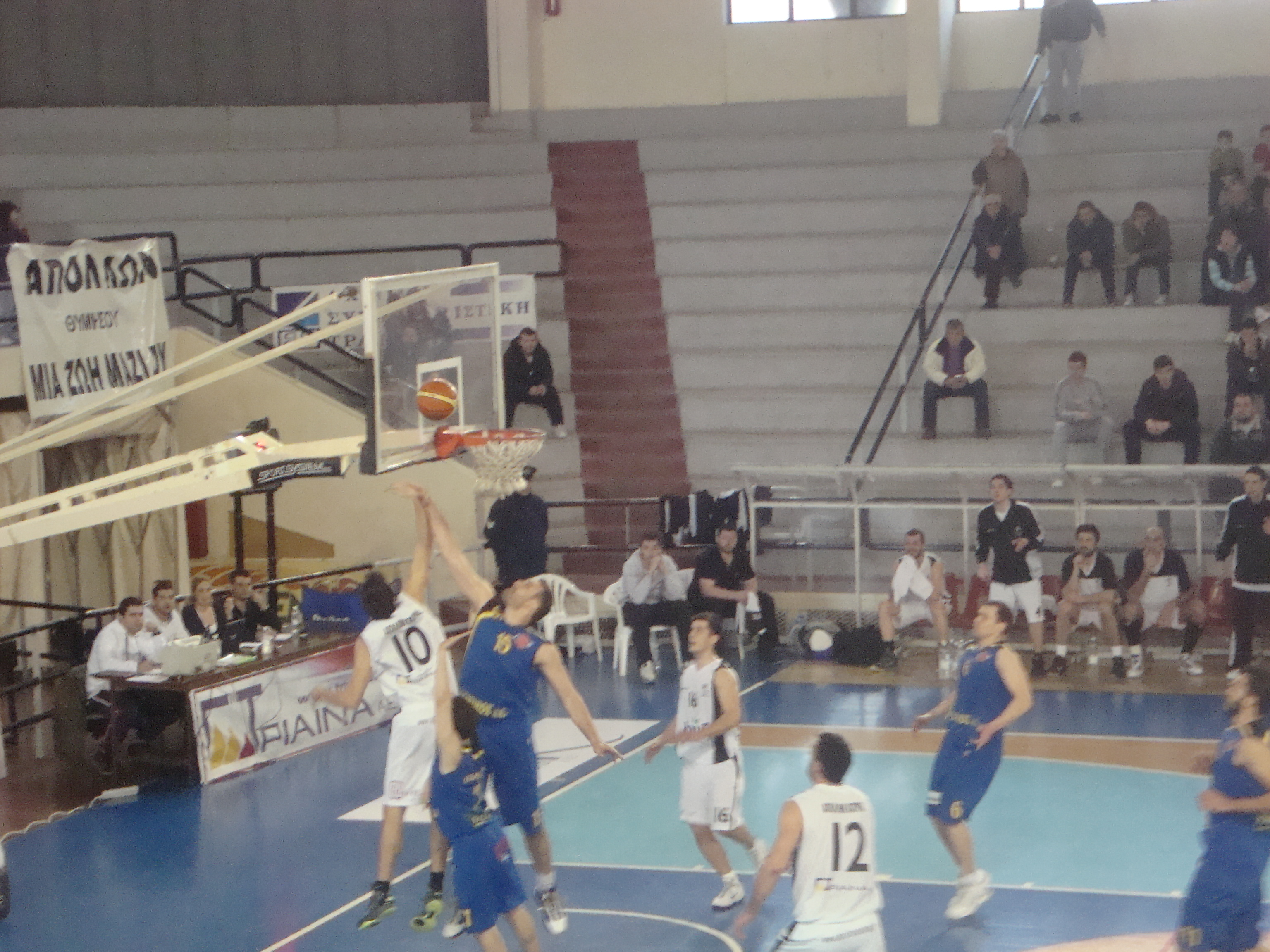
Szene aus der Saison 2010/2011

- Konstantinos Petropoulos (1968–1987)

## Bedeutende ehemalige Trainer
- Evangelos Alexandris
- Nikos Vetoulas
- Yannis Christopoulos
- Dirk Bauermann

## Retired Numbers
- 05 – Nikolaos Argiropoulos (1996–2005, 2010–2016; Guard)
- 07 – Konstantinos Petropoulos (1968–1987; Forward)